# Carrer de Sant Bru (Tiana)
El Carrer de Sant Bru és una via pública de Tiana (Maresme) inclosa a l'Inventari del Patrimoni Arquitectònic de Catalunya.

## Descripció
L'antic barri de Sant Bru ha quedat pràcticament reduït al carrer que porta aquest nom. Aquest és un dels dos carrers que conserva l'antiga estructura típica d'alguns pobles del Maresme: presenta les cases a una banda del carrer i els jardins o patis frontals a l'altra, de manera que una mateixa propietat queda dividida per un espai públic. L'especulació del sòl ha fet que de mica en mica aquests carrers hagin anat desapareixent.
El carrer de Sant Bru queda pràcticament destinat als seus veïns. Està ben conservat i ben cuidat, i molts dels seus jardinets frontals són utilitzats com a hort. Les cases són totes unifamiliars i consten d'una planta baixa i un pis. Són d'inicis del segle xix.